# Ken Riddington
Ken Riddington, né le 8 mai 1922 à Leicester et mort le 26 décembre 2014 à Londres, est un producteur de télévision britannique. Il a notamment produit les séries télévisées The Brothers en 1972, Tenko en 1981 et A Year in Provence en 1993.